# Willy E. Nocken

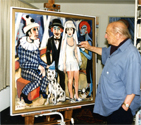
Künstler: Willy E. Nocken

Willy E. Nocken (* 3. Oktober 1919 in Düsseldorf; † 1995 in Karlsruhe) war ein deutscher Künstler und Maler.

## Leben
Sein Vater war Opernsänger, der durch eine Krankheit seine Stimme verlor und dann als Illustrator und Texter in einer Werbeagentur arbeitete. Willy E. Nocken begann früh, angeregt durch seinen Vater, zu zeichnen. Er studierte an der Meisterschule für Grafik in Wuppertal bei Schreiber und Cleff und an der staatlichen Kunstakademie bei Schwarzkopf in Düsseldorf sowie an der Kunstschule Carp in Düsseldorf. Nebenbei arbeitete er zusammen mit seinem Vater in der Werbung. Mit 21 Jahren kam er 1940 als Soldat zur Wehrmacht, 1944 dann bei Stalingrad für sechs Jahre in sowjetische Kriegsgefangenschaft. Gegen Ende der Gefangenschaft fertigte er im Auftrag der Lagerleitung Propagandaplakate sowie Porträts und Landschaften für die sowjetischen Offiziere. Zurück 1950 in Deutschland arbeitete er zunächst in der Werbung, wo er wiederum anfangs mit seinem Vater zusammenarbeitete; von 1952 bis 1968 war er Atelierleiter in einer Werbeagentur.
1956 heiratete er seine Frau Hanna und lebte mit ihr und der Tochter Ute bis zu seinem Tod in Karlsruhe.
1968 machte sich Nocken als Grafiker und freischaffender Künstler selbstständig. Er hatte verschiedene Einzelausstellungen und beteiligte sich an Gruppenausstellungen. Außerdem war er unter anderen auch für die „Badischen Neuesten Nachrichten“ tätig, die im wöchentlichen Feuilleton viele seiner Werke veröffentlichten. Er verstarb 1995.

## Werk
Seine Arbeit umfasst die Malerei mit Ölfarbe und Acryl, die Collage, Graphik und Zeichnung. Er zeigte eine Vorliebe zum großformatigen Linolschnitt mit klaren, vereinfachten Formen. Auch seine Malerei zeichnet sich aus durch ausdrucksstarke Formreduzierung und klare Farbgebung. Als Malgrund benutzte er Sperrholzplatten, Hartfaserplatten und Malpappen, nur wenige seiner Arbeiten malte er auf Leinwand. Fünf Motivkreise kennzeichnen seine Arbeit:
- Russland – hier verarbeitete er bis in die 80er Jahre seine Eindrücke aus der Gefangenschaft;
- „Der Totentanz“ in Form einer zwölfteiligen Linolschnitt-Serie, die zu einer Auseinandersetzung mit dem zwangsläufigen Ende eines  jeden Lebens zwingt[1];
- der Zirkus, der ihn in seinen Schattierungen von Spannung, Fröhlichkeit und Nachdenklichkeit faszinierte;
- Landschaften, die häufig nach Urlauben im Atelier entstanden
- Frauen,  seine Frau Hanna und seine Tochter Ute finden sich in vielen Bildern wieder.

## Ausstellungen (Auswahl)
- Kunstverein Karlsruhe
- Galerie Schneider-Sato Karlsruhe-Durlach
- Stadthaus Freudenstadt
- Palais Hamilton Baden-Baden
- Museumsgesellschaft Ettlingen
- Hahnentorburg Köln
- Kunstkabinett Ettlingen
- Künstlerhausgalerie Karlsruhe